# Шевич, Георгий Иванович (генерал от кавалерии)
Георгий (Егор) Иванович Шевич (1746—1805) — генерал от кавалерии, шеф Сумского гусарского полка.

## Биография
Родился в 1746 году, происходил из сербских дворян Екатеринославской губернии, сын начальника Славяносербии генерал-поручика Ивана Георгиевича Шевича-старшего.
В российскую военную службу вступил в 1752 году и 19 сентября 1763 года был произведён в капитаны Бахмутского поселённого гусарского полка. 1 января 1770 года произведён в секунд-майоры, 29 сентября 1775 года — в подполковники Украинского гусарского полка и 22 августа 1777 года в полковники. 28 июня 1782 года получил чин бригадира, в 1784 году назначен командиром Смоленского драгунского полка и 12 февраля 1786 года получил чин генерал-майора. В 1787 году состоял при войсках в Херсоне.
В 1794 году Шевич находился под начальством Суворова и принимал участие в военных действиях в Польше против Костюшко. За отличие 26 ноября был награждён орденом св. Георгия 3-й степени (№ 112 по кавалерским спискам) и 19 ноября того же года произведён в генерал-поручики.
При императоре Павле I он был переименован в генерал-лейтенанты и 29 ноября 1796 года назначен шефом Сумского гусарского полка. 20 марта 1798 года произведён в генералы от кавалерии. 29 марта 1799 года уволен в отставку с ношением мундира.
Среди прочих наград Шевич имел ордена:
- Орден Святого Георгия 4-й степени (26 ноября 1786 года, № 447 по кавалерскому списку Григоровича — Степанова)
- Орден Святого Александра Невского (15 мая 1798 года)

Скончался в 1805 году.